# Rodrigo Martínez Huerta
Rodrigo Martínez Huerta (19 de septiembre de 1976) es un deportista mexicano que compitió en taekwondo. Ganó una medalla de bronce en el Campeonato Mundial de Taekwondo de 1999, y una medalla de plata en los Juegos Panamericanos de 1999.

## Palmarés internacional
| Campeonato Mundial   | Campeonato Mundial | Campeonato Mundial | Campeonato Mundial |
| Año                  | Lugar              | Medalla            | Categoría          |
| -------------------- | ------------------ | ------------------ | ------------------ |
| 1999                 | Edmonton (Canadá)  | Medalla de bronce  | –78 kg             |
| Juegos Panamericanos |                    |                    |                    |
| Año                  | Lugar              | Medalla            | Categoría          |
| 1999                 | Winnipeg (Canadá)  | Medalla de plata   | +80 kg             |